# Vice versa
 
Vice Versa és una comèdia fantàstica  estatunidenca dirigida per Brian Gilbert i estrenada l'any 1988. Ha estat doblada al català. 

## Argument
Marshall Seymour, divorciat i no veient  més que rarament el seu fill, Charlie, treballa en una botiga especialitzada en la venda de productes estrangers. Acaba de tornar justament d'un viatge de negocis en un país exòtic on hi havia anat per trobar nous productes per vendre. Allà, ha aconseguit un estrany crani ornamental, dotat de poders extraordinaris. En efecte, mentre que ell i el seu fill conversaven i cadascun deia que li agradaria tenir l'edat de l'altre, el crani va deixar sentir la seva veu. Es troben amb la seva ment en el cos de l'altre. A més dels problemes que això pot causar, es troben enfrontats a dos criminals que volen de qualsevol manera robar-los el crani.

## Repartiment
- Judge Reinhold : Marshall Seymour / Charlie Seymour
- Fred Savage : Charlie Seymour / Marshall Seymour
- Corinne Bohrer : Sam
- Swoosie Kurtz : Tina Brooks / Turk
- David Proval : Turk / Tina Brooks
- Jane Kaczmarek : Robyn Seymour
- William Prince : Stratford Avery
- Gloria Gifford : Marcie
- Beverly Archer : Mrs. Jane Luttrell
- Harry Murphy : Larry
- Kevin O'Rourke : Brad
- Richard Kind : Floyd
- Elya Baskin : Prof. Kerschner
- James Hong : Kwo
- Ajay Naidu : Dale Ferriera
- Jane Lynch : Ms. Lindstrom

## Premis
- Saturn Awards 1990 : Millor jove actor per Fred Savage